# Gerhard Härdle
Gerhard Härdle (* 5. August 1941 in Karlsruhe) ist ein auf Ausländer- und Asylrecht sowie Straf- und Strafverfahrensrecht spezialisierter Rechtsanwalt in Heidelberg. Ein Prozess gegen ihn erregte 1979 und später bundesweit größere Aufmerksamkeit.

## Ausbildung
Gerhard Härdle legte 1960 am Helmholtz-Realgymnasium in Karlsruhe das Abitur ab und absolvierte danach bis 1961 seinen Wehrdienst. Das im Sommersemester 1961 begonnene Studium der Rechtswissenschaft an der Universität Heidelberg beendete er mit der ersten juristischen Staatsprüfung. Den juristischen Vorbereitungsdienst für Gerichtsreferendare, den er ab 1966 in Baden-Württemberg ableistete, unterbrach er für 14 Monate, um an der École nationale d’administration in Paris zu studieren. Später war er nochmals zur Vorbereitung seiner Dissertation in Frankreich.

## Beruf
Ende 1970 legte Gerhard Härdle das juristische Assessor-Examen ab, nachdem er bereits seit Oktober 1970 persönlicher Referent des Rektors der Universität Heidelberg Rolf Rendtorff geworden war. Nach dessen Rücktritt arbeitete Gerhard Härdle zusammen mit Eberhard Kempf als Rechtsanwalt, vorwiegend als Verteidiger von linken Studenten oder Mitgliedern des Kommunistischen Bundes Westdeutschland (KBW), dem beide ebenfalls angehören. Schwerpunkte ihrer Tätigkeit waren Demonstrationsvergehen oder andere politische Delikte. Beide galten bei den Heidelberger Gerichten als Verteidiger, die die Möglichkeiten der Strafprozessordnung zu Gunsten ihrer Mandanten bis zum Äußersten ausschöpften. Oberbürgermeister Reinhold Zundel nannte beide „sogenannte Rechtsanwälte“, bis es ihm gerichtlich verboten wurde.

## Verurteilung
Wegen einer Rangelei an einem KBW-Stand während des Bundestagswahlkampfes 1976, bei dem ein Polizist einen Stoß abbekommen hatte, wurde Gerhard Härdle 1978 zu einer Freiheitsstrafe auf Bewährung und einer Geldstrafe verurteilt. Die Berufung über dieses Urteil Anfang 1979 wurde mit einem Verfahren wegen einer uneidlichen Falschaussage zugunsten eines relegierten Studenten zu einem gemeinsamen Verfahren verbunden. Der Prozess, für den fünf Verhandlungstage angesetzt waren, endete am 48. Verhandlungstag mit einer Verurteilung einer Freiheitsstrafe von einem Jahr und zehn Monaten, die nicht zur Bewährung ausgesetzt wurde.
Viele Beobachter und Kommentatoren waren sich darin einig, dass damit ein linker Rechtsanwalt wegen seiner politischen Einstellung aus der Anwaltschaft herausgedrängt werden sollte. Die von Gerhard Härdle eingelegte Revision wurde vom Bundesgerichtshof im Februar 1981 verworfen, eine Verfassungsbeschwerde wurde nicht angenommen und eine Petition an den Landtag von Baden-Württemberg brachte auch keinen Erfolg, sodass er die Freiheitsstrafe antreten musste. Während seiner Haftzeit arbeitete G. Härdle als Freigänger bei der Rechtsanwaltskanzlei Erwin Fischer.

## Veröffentlichung
- Das Verordnungsrecht der französischen Exekutive nach der Verfassung der V. Republik, Heidelberg, Universität, Juristische Fakultät, Dissertation von 1972